# Mayrornis lessoni
Mayrornis lessoni е вид птица от семейство Monarchidae.

## Разпространение
Видът е разпространен във Фиджи.